# ما بعد المسيحية

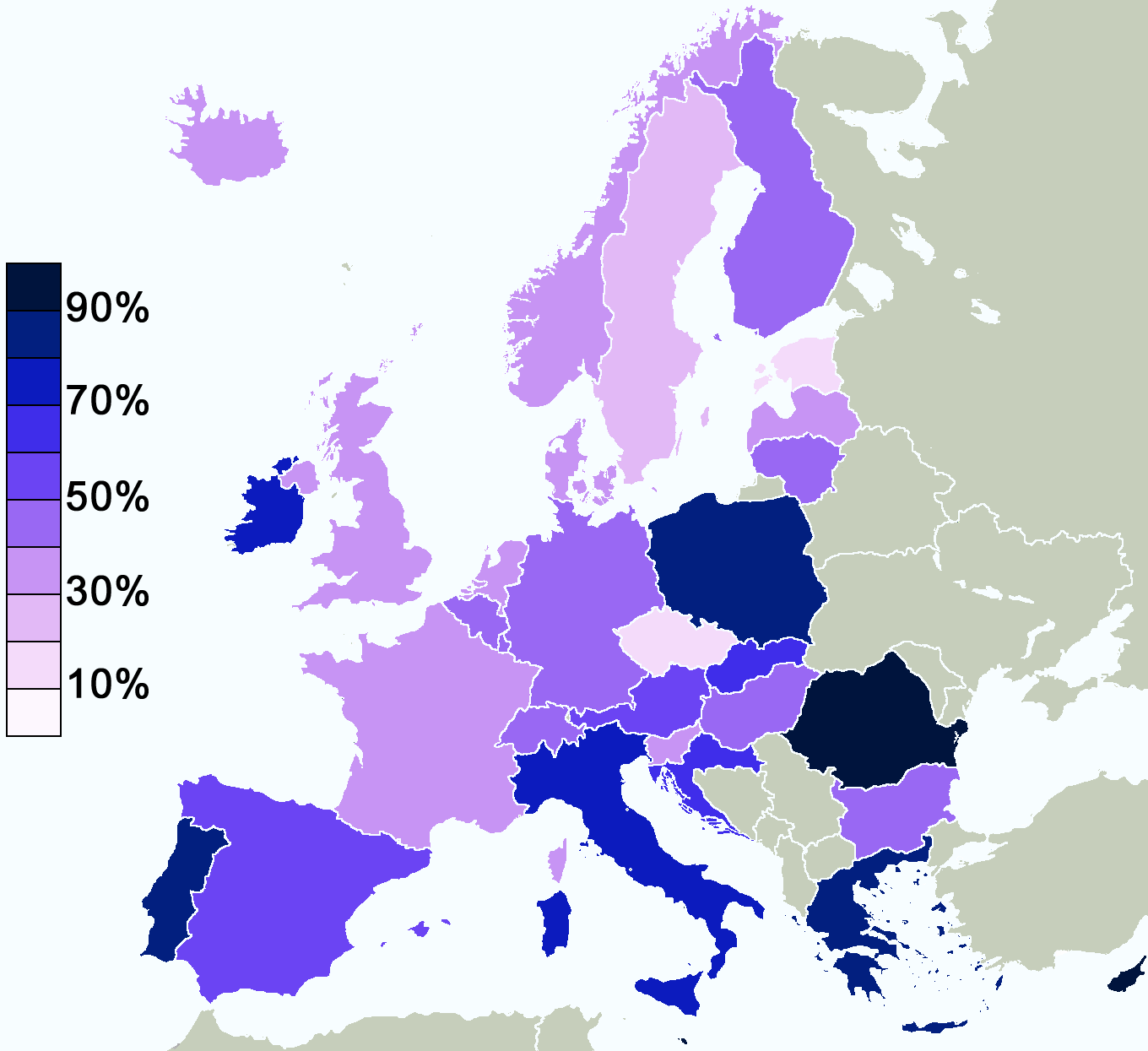
الاعتقاد بالإله في أوروبا ونسبة علاقته بالمسيحية

ما بعد المسيحية (بالإنجليزية: Postchristianity)‏ هو الوضع الذي لم تعد فيه المسيحية هي الدين المدني المهيمن في مجتمع ما، ولكنها تتبنى تدريجياً قيماً وثقافة ورُؤى عالمية ليست مسيحية بالضرورة. يرى، الفرد المُتبني لهذه الرؤية الكونية، أنَّ المسيحية فقدت احتكارها للمجتمعات المسيحية التاريخية.

## انحسار المسيحية
مجتمع ما بعد المسيحية هو مجتمع لم تعد فيه المسيحية هي الديانة المدنية المهيمنة، ولكنها تتبنى تدريجياً قيماً وثقافة ووجهات نظر عالمية ليست بالضرورة مسيحية (وقد لا تعكس بالضرورة وجهة نظر أي دين عالمي أو قد تمثل مزيجًا من إما عدة ديانات أو لا شيء).
وعلى الرغم من هذا التراجع، لا تزال المسيحية هي الديانة السائدة في أوروبا والأمريكتين. وفقًا لدراسة أجريت عام 2010 من قبل مركز بيو للأبحاث، فإنَّ 76٪ من سكان أوروبا، 77٪ من أمريكا الشمالية و90٪ من أمريكا اللاتينية ومنطقة البحر الكاريبي عرّفوا أنفسهم على أنهم مسيحيون.